# Département d'Attiégouakro
Le département d'Attiégoukaro est un département de Côte d'Ivoire. 